# 萨姆·纳恩
萨姆·纳恩（英語：Sam Nunn，1996年9月12日—），英国男子赛艇运动员。他曾代表英国参加捷克拉奇采举行的2022年世界赛艇锦标赛，获得男子四人单桨无舵手金牌。